# Féthi Harek
Féthi Harek (en arabe : فتحي حارك), né le 21 octobre 1982 à Oullins, est un footballeur international algérien qui évolue au poste de défenseur entre 2000 et 2019.
Il compte une sélection en équipe nationale en 2008.

## Biographie
Féthi Harek naît le 21 octobre 1982 à Oullins, ville de la banlieue lyonnaise, dans une famille originaire de Barika (Algérie). C'est d'ailleurs à l'AS Saint-Priest qu'il commence le football, évoluant avec ce club jusqu'en CFA. Mais désireux de connaître autre chose, il signe en Corse, à l'Île-Rousse où il joue sous les ordres de François Félix, lui aussi ancien joueur de son club formateur.
Après deux années pleines, il quitte la Balagne sur une descente pour signer dans un club plus ambitieux, le Rodez Aveyron Football entraîné par Franck Rizzetto. C'est ce dernier qui le replace au poste d'arrière latéral gauche, avec succès puisque Harek participe activement aux deux bonnes saisons du RAF, la dernière se concluant par une montée en National.
C'est alors qu'il découvre le monde professionnel en signant au SC Bastia après avoir été observé par Christian Villanova. Pour son retour en Corse, il s'impose rapidement au sein de l'effectif bastiais et se fait rapidement remarquer pour ses qualités non seulement techniques mais aussi mentales, puisqu'il n'hésite pas à aller au contact. Ces caractéristiques étant particulièrement appréciées par les supporters bastiais, Harek se fait adopter. Il est même sélectionné pour la première fois en équipe d'Algérie. Sa seconde saison 2008-2009 est cependant moins flamboyante. Gêné par quelques petites blessures, il se montre moins à son avantage et ne confirme pas sa très bonne saison 2007-2008.
En 2009-2010, il connait encore une année difficile avec la saison cauchemardesque du SC Bastia et la descente de Ligue 2 à National.
Lors de la saison 2010-2011, Féthi prend la décision de rester au club malgré les menaces de rétrogradation en CFA2 de la DNCG au SC Bastia pour problèmes financiers. Cependant, il connait une saison euphorique avec le SC Bastia et ses 27 victoires historiques pour seulement 10 nuls et 3 défaites, il retrouve la Ligue 2. Sur sa lancée, le club corse survole le championnat de Ligue 2 et retrouve la Ligue 1 pour la saison 2012-2013 après 7 ans d'absence.
Il rejoint le Nîmes Olympique en 2014. En 2017, alors qu'il est capitaine indiscutable de cette équipe, il participe à la remontée en Ligue 1 du Nimes Olympiqueemmené par l'emblématique Bernard Blaquart au coaching. Lors de la saison 2018-2019, il est avec Renaud Ripart l'un des deux délégués syndicaux de l'UNFP au sein du Nîmes Olympique. Maintien acquis, il quitte le club à l'issue de la saison 2018-2019 et célèbre la fin de sa carrière à l'issue de la rencontre contre l'Olympique lyonnais après l'avoir annoncé sur les réseaux sociaux.

## Palmarès

### En club
- Rodez Aveyron
  - Championnat de CFA (Groupe C): 2006-2007

- SC Bastia
  - Championnat de France de football National : 2010- 2011
  - Championnat de France de football de Ligue 2: 2011-2012
  - Trophées UNFP : Équipe-type de Ligue 2 :2011-2012
- Nîmes Olympique
  - Trophée UNFP-Fondaction du football 2019